# Mount Jewett
Mount Jewett és una població dels Estats Units a l'estat de Pennsilvània. Segons el cens del 2000 tenia 1.070 habitants.

## Demografia
Segons el cens del 2000, Mount Jewett tenia 1.070 habitants, 444 habitatges, i 305 famílies. La densitat de població era de 173,6 habitants/km².
Dels 444 habitatges en un 34,7% hi vivien nens de menys de 18 anys, en un 50,7% hi vivien parelles casades, en un 12,8% dones solteres, i en un 31,1% no eren unitats familiars. En el 27,7% dels habitatges hi vivien persones soles el 12,6% de les quals corresponia a persones de 65 anys o més que vivien soles. El nombre mitjà de persones vivint en cada habitatge era de 2,41 i el nombre mitjà de persones que vivien en cada família era de 2,9.
Per edats la població es repartia de la següent manera: un 27,1% tenia menys de 18 anys, un 7,5% entre 18 i 24, un 30,2% entre 25 i 44, un 20,7% de 45 a 60 i un 14,6% 65 anys o més.
L'edat mediana era de 35 anys. Per cada 100 dones de 18 o més anys hi havia 90,7 homes.
La renda mediana per habitatge era de 32.583 $ i la renda mediana per família de 40.147 $. Els homes tenien una renda mediana de 30.189 $ mentre que les dones 22.833 $. La renda per capita de la població era de 17.056 $. Entorn del 12,8% de les famílies i el 14,3% de la població estaven per davall del llindar de pobresa.

## Poblacions més properes
El següent diagrama mostra les poblacions més properes.